# Fundo de Reconstrução do Haiti
Fundo de Reconstrução do Haiti (HRF) é uma parceria entre a comunidade internacional e o Governo do Haiti para ajudar a financiar a reconstrução pós- terremoto. O HRF mobiliza, coordena e aloca contribuições de doadores bilaterais e outros para financiar projetos, programas e apoio orçamentário de alta prioridade. Os proponentes fazem parcerias com o Banco Interamericano de Desenvolvimento (BID), as Nações Unidas (ONU) ou o Banco Mundial (BM) para garantir que os padrões internacionais de qualidade, boa governança e gestão financeira sejam atendidos. Todas as propostas de financiamento do HRF devem ser aprovadas pela Comissão Interina de Recuperação do Haiti (IHRC), como sendo consistentes com o Plano de Ação para a Recuperação e Desenvolvimento do Haiti. 

## Doadores
Os doadores iniciais do HRF são Brasil, Noruega, Austrália, Colômbia e Estônia. Espera-se que a lista de países doadores e o valor de suas contribuições aumentem com base nas promessas feitas em conferências internacionais realizadas em Santo Domingo, Nova York e Punta Cana. Os recursos são reunidos e usados para apoio orçamentário e/ou investimentos alinhados ao Plano de Ação. Todos os doadores assinam o mesmo Acordo Administrativo e não é permitida qualquer marcação de verbas. 